# Bacino di Delfin
Con il nome bacino di Delfin si identifica una coppia di depressioni sottomarine interconnesse situate sul fondale marino della regione settentrionale del Golfo di California, nell'Oceano Pacifico, al largo della costa dello stato messicano di Sonora. La più settentrionale di queste due formazioni è chiamata bacino di Delfin Superiore mentre la più meridionale è chiamata bacino di Delfin Inferiore ed entrambe sono aree di subsidenza venutesi a creare a causa della forza esercitata da un punto di espansione associato alla dorsale del Pacifico orientale.
I due bacini sono collegati da una piccola faglia trasforme che si ritiene sia stata sorgente di un terremoto di magnitudo momento 5,5 il 26 novembre 1997.
Il bacino di Delfin è collegato al bacino di Guaymas, situato circa 325 km a sud, da un sistema di quattro faglie trasformi chiamato sistema di faglia trasforme di Guaymas e al bacino di Consag, a nord, per mezzo di una zona di deformazione sulla cui natura non sono state fatte ancora sufficienti ricerche anche se alcuni studi suggeriscono che possa trattarsi di una faglia trasforme. Sia quest'ultima zona che il sistema di Guaymas fanno parte della zona di rift del Golfo di California, ossia dell'estensione settentrionale della dorsale del Pacifico orientale.